# Vierländer Huhn
Das Vierländer war ein in den Hamburger Vierlanden verbreiteter schneeweißer, zartfleischiger Landhuhnschlag mit großen, schwarzen Augen. Durch Einkreuzung von Spaniern, Andalusiern und Cochins ist das ursprüngliche Vierländer Landhuhn im heutigen Ramelsloher aufgegangen.
Das Vierländer war „zierlich und anmutig von Gestalt und Wesen“ und etwas leichter als die Ramelsloher. Ihr Fleisch galt als Delikatesse. Die Hennen trugen einen Schlotterkamm. Nach Oefele und Fitzinger war das Vierländer-Huhn ein in den Vierlanden „gezogenes“ Spanier-Huhn. Andere meinen, es sei eine örtliche Variante des deutschen Landhuhns, welche schon früh das Sprenkelmuster zugunsten einer einheitlichen (weißen) Farbe verloren hatte.
Bereits Dürigen ging 1923 davon aus, dass der Schlag des Vierländer Huhnes „ganz verschwunden“ sei.